# مات ميرفي (موسيقي)
مات ميرفي (بالإنجليزية: Matt "Guitar" Murphy)‏ (و. 1929 – 2018 م) هو موسيقي، وعازف قيثارة أمريكي، ولد في صنفلور، يستخدم آلات قيثارة، توفي في ميامي، عن عمر يناهز 89 عاماً، بسبب نوبة قلبية.

## وصلات خارجية
- مات ميرفي على موقع IMDb (الإنجليزية)
- مات ميرفي على موقع ميوزك برينز (الإنجليزية)
- مات ميرفي على موقع أول ميوزيك (الإنجليزية)
- مات ميرفي على موقع ديسكوغز (الإنجليزية)
- مات ميرفي على موقع قاعدة بيانات الفيلم (الإنجليزية)
- مات ميرفي في قاعدة بيانات الأفلام على الإنترنت